# FK Shamkir

Equipo de la temporada 2002/03.

El Şəmkir Futbol Klubu (en azerí: Şəmkir Futbol Klubu), también conocido como Shamkir, fue un club de fútbol de la ciudad de Şəmkir en Azerbaiyán que fue fundado en 1954 durante la RSS de Azerbaiyán y que desapareció en 2017. El equipo jugó en la Liga Premier de Azerbaiyán, la primera división del fútbol azerí, y disputaba sus partidos como local en el estadio Şəmkir. El club era uno de los más antiguos y exitosos del país y cuenta con tres títulos de la Liga Premier.

## Historia
El club fue fundado en 1954 y nunca participó en algunas de las ligas profesionales del fútbol soviético. Fue restablecida en 1993. Los años más exitosos fueron a finales de 1990 y comienzos de la década de 2000, cuando el FK Shamkir, con Agaselim Mirjavadov en el banquillo como entrenador, ganó tres títulos consecutivos de la Liga Premier de Azerbaiyán y fue finalista en tres ocasiones de la Copa de Azerbaiyán. En 2005, el Shamkir estuvo próximo a su desaparición debido a razones de patrocinio y regresó de nuevo en 2009 tras encontrar nuevos patrocinadores, pero tuvo que comenzar participando en la Birinci Divizionu, la segunda división azerí hasta su desaparición en 2017.

## Estadio
El estadio Shamkir es un estadio multiusos en Şəmkir, Azerbaiyán y se utiliza como estadio del Shamkir FK desde 1995. El estadio fue reconstruido en 2002 y después de la reconstrucción puede acoger 11.500 espectadores.

## Palmarés
- Liga Premier de Azerbaiyán: 3

1999-00, 2000–01, 2001-02
- Birinci Divizionu: 1

1994-95

## Participación en competiciones de la UEFA
| Temporada | Torneo                | Ronda             | Club             | Casa | Visita | Global |
| --------- | --------------------- | ----------------- | ---------------- | ---- | ------ | ------ |
| 1999/00   | UEFA Cup              | Clasificatoria    | FC Kryvbas       | 0–2  | 0–3    | 0–5    |
| 2000/01   | UEFA Champions League | 1ª Clasificatoria | Skonto Riga      | 4–1  | 1–2    | 5–3    |
| 2000/01   | UEFA Champions League | 2ª Clasificatoria | SK Slavia Prague | 1–4  | 0–1    | 1–5    |
| 2001/02   | UEFA Champions League | 1ª Clasificatoria | Barry Town FC    | 0–1  | 0–2    | 0–3    |
| 2004/05   | UEFA Cup              | 1ª Clasificatoria | FC Tbilisi       | 1–4  | 0–1    | 1–5    |

## Entrenadores
A continuación se muestran los últimos entrenadores que han dirigido al club:
- Afgan Talybov (1997–1998)
- Agaselim Mirjavadov (1998–2001)
- Gahraman Aliyev (2001–2005)
- Faig Jabbarov (2009–2010)
- Anar Kalantarov (2010–2013)
- Ruslan Abbasov (2013-2015)
- Kamran Alibanayev (2015-2017)